# 奥尔孔特
奥尔孔特（法語：Orconte，法語發音：[ɔʁkɔ̃t]）是法国马恩省的一个市镇，属于维特里勒弗朗索瓦区。

## 地理
奥尔孔特（48°40'11"N, 4°44'8"E）面积13.65 平方千米，位于法国大東部大區马恩省，该省份为法国东北部内陆省份，北起阿登省，西北接埃纳省，西南接塞纳-马恩省，南至奥布省，东南接上马恩省，东临默兹省。
与奥尔孔特接壤的市镇（或旧市镇、城区）包括：佩尔特、埃尔斯勒于捷、马恩河畔伊勒、拉尔济库尔、马蒂尼库尔-贡库尔、蒂耶布勒蒙-法雷蒙。

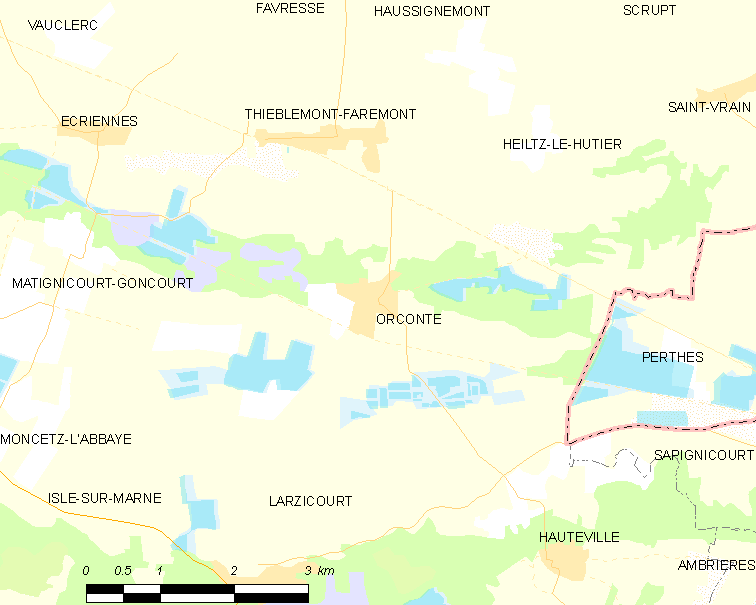
奥尔孔特的OSM定位图

奥尔孔特的时区为UTC+01:00、UTC+02:00（夏令时）。

## 行政
奥尔孔特的邮政编码为51300，INSEE市镇编码为51417。

## 政治
奥尔孔特所属的省级选区为塞迈兹莱班县。

## 人口

1962-2008年间奥尔孔特人口变化图示

奥尔孔特于2022年1月1日时的人口数量为366人。